# Perigonica punctilinea
Perigonica punctilinea är en fjärilsart som beskrevs av Smith 1906. Perigonica punctilinea ingår i släktet Perigonica och familjen nattflyn. Inga underarter finns listade i Catalogue of Life.